# Syddansk Universitet Kolding
|  | Dublet Denne artikel handler om det samme som SDU Kolding. (Diskutér artiklen) |

|  | Sammenskrivningsforslag Artiklen Syddansk Universitet Kolding er foreslået føjet ind i SDU Kolding. (Siden juli 2025) Diskutér forslaget Kort begrundelse: Denne artikel er en dublet af en ældre artikel |

Syddansk Universitet Kolding er Syddansk Universitets sydøstjyske campus. SDU Kolding er uddannelsessted for ca. 3.000 studerende og 200 ansatte. SDU Kolding ligger ved siden af Kolding Å i Kolding centrum. Bygningen er trekantet og har en markant facade, der består 1600 trekantede solafskærminger, der kan åbnes og lukkes. Der er lagt vægt på bæredygtig og er campusset det første større undervisningsbyggeri i enerigklasse 1. Sollyset kommer ind fra oven og oplyser det store centrale atrium. Interiøret og lokalernes farver er hovedsageligt rød, hvid og de gennemgående søjler i atriummet, er ikke malet, så de fremstår som rå beton. Der er et grundvandsdrevet køle/varmeanlæg og der bruges solceller som opvarmning.

## Uddannelser
SDU Kolding udbyder disse uddannelser:
Uddannelser i design er omfattet af et samarbejde mellem SDU Kolding og Designskolen Kolding, kaldet Growth by Design:
- Designkultur
- Designkultur og Økonomi
- Designledelse
- Designstudier

Øvrige uddannelser:
- HA - Erhvervsøkonomi
- HA - Entreprenørskab og innovation
- cand.merc. - Innovation and Business Development
- cand.merc.aud.
- Biblioteksvidenskab
- IT og kommunikation
- Informationsvidenskab
- IT og interaktionsdesign
- Cand.IT - Webkommunikation
- Cand.IT - Product Design
- Cand.negot. in International Turisme and Leisure
- International Virksomhedskommunikation

## Historie
I 1990 blev Koldings tidligere sygehus på Engstien omdannet til en afdeling af Handelshøjskole Syd. Siden 1998/1999 har campus i Kolding været en del af SDU. Tidligere har SDU Kolding udbudt nogle humanistiske uddannelser, så som dansk, engelsk og i en kort årrække også historie. SDU Kolding har sprængt de rammer, som det tidligere sygehus kunne tilbyde, så der er blevet bygget et nyt campus på havnen. Den nye campus blev taget i brug i 2014.